# 河野孔明
河野 孔明（こうの こうめい、1905年10月1日 - 没年不明）は、日本の右翼活動家（東方会・新東方会 総裁）、政治ゴロ、政治運動家（台湾守護会会長、中華民国支援日本委員会常任理事）、総会屋。

## 略歴
宮崎県児湯郡出身。公職追放解除直後の1952年から選挙闘争に着手し、当初は保守政党からの立候補を模索した。地元の宮崎では高い知名度を誇り、共産党の公認・推薦候補を得票数で度々上回るなど、参議院議員通常選挙の全国区でも健闘を続けた。しかし、1970年以降の東京都知事選挙や参議院議員通常選挙の全国区では、並み居る諸派候補の中に埋没して上位進出は果たせなかった。長く伸ばした顎鬚がトレードマークで、選挙のスローガンは「日本一 公明選挙の 河野孔明」であった。
概ね一人一党の政治団体『新東方会』或いは無所属での立候補だったが、1976年の第9回参議院議員補欠選挙（宮崎県選挙区）では、同郷の有田正憲が率いる『国民政治連合』から出馬している。
1975年東京都知事選挙に同時に立候補した秋山祐徳太子によると、政見放送、選挙公報、立会演説会以外の活動は行わず、選挙期間中のみ有効の交通機関無料パスで東京見物をするのを楽しみに、毎回上京していたという。
晩年は『台湾守護会』を名乗り、幟を立てた自転車を駆って蔣介石への報恩を訴えていた。

## 主な選挙歴

### 国政選挙
| 年月           | 選挙                     | 選挙区        | 定数 | 政党         | 得票   | 当落 | 得票率 | 順位    | 肩書                           |
| -------------- | ------------------------ | ------------- | ---- | ------------ | ------ | ---- | ------ | ------- | ------------------------------ |
| 1952年10月1日  | 第25回衆議院議員総選挙   | 旧宮崎県第1区 | 3    | 無所属       | 10,316 | 落選 | 4.07%  | 8/10    | 日南拓殖協会会長               |
| 1953年4月24日  | 第3回参議院議員通常選挙  | 全国区        | 53   | 無所属       | 65,281 | 落選 | 0.22%  | 150/234 | 日南拓殖協会会長               |
| 1955年2月27日  | 第27回衆議院議員総選挙   | 旧宮崎県第1区 | 3    | 東方会       | 13,960 | 落選 | 5.42%  | 8/12    | 日本拓殖協会会長               |
| 1956年7月8日   | 第4回参議院議員通常選挙  | 宮崎県選挙区  | 1    | 東方会       | 29,538 | 落選 | 6.79%  | 4/6     | 政党役員                       |
| 1958年5月22日  | 第28回衆議院議員総選挙   | 旧宮崎県第1区 | 3    | 新東方会     | 9,077  | 落選 | 3.15%  | 8/11    | 協会役員                       |
| 1959年6月2日   | 第5回参議院議員通常選挙  | 全国区        | 52   | 無所属       | 75,296 | 落選 | 0.24%  | 86/122  | 日本拓殖協会会長               |
| 1961年12月10日 | 第5回参議院議員補欠選挙  | 宮崎県選挙区  | 1    | 無所属       | 39,892 | 落選 | 0.24%  | 3/4     | 日本拓殖協会会長               |
| 1962年7月1日   | 第6回参議院議員通常選挙  | 全国区        | 51   | 新東方会     | 47,499 | 落選 | 0.12%  | 83/107  | 日本拓殖協会会長               |
| 1963年11月21日 | 第30回衆議院議員総選挙   | 旧宮崎県第2区 | 3    | 無所属       | 7,575  | 落選 | 3.15%  | 4/5     | 日本拓殖協会会長               |
| 1968年7月7日   | 第8回参議院議員通常選挙  | 宮崎県選挙区  | 1    | 無所属       | 18,685 | 落選 | 3.78%  | 4/5     | 神職                           |
| 1972年12月10日 | 第33回衆議院議員総選挙   | 旧宮崎県第2区 | 3    | 無所属       | 679    | 落選 | 0.30%  | 6/6     | 中華民国支援日本委員会常任理事 |
| 1976年12月12日 | 第10回参議院議員補欠選挙 | 宮崎県選挙区  | 1    | 国民政治連合 | 8,452  | 落選 | 1.70%  | 5/5     | 協会会長                       |
| 1979年10月7日  | 第35回衆議院議員総選挙   | 旧宮崎県第1区 | 3    | 無所属       | 1,624  | 落選 | 0.44%  | 7/9     | 台湾守護会会長                 |
| 1980年6月22日  | 第12回参議院議員通常選挙 | 全国区        | 50   | 無所属       | 28,339 | 落選 | 0.44%  | 74/93   | 台湾守護会会長                 |

### 首長選挙 他
| 年            | 選挙                             | 政党     | 得票   | 当落 | 得票率 | 順位  | 肩書                 |
| ------------- | -------------------------------- | -------- | ------ | ---- | ------ | ----- | -------------------- |
| 1951年4月30日 | 宮崎県知事選挙                   | 無所属   | 19,252 | 落選 | 3.92%  | 5/5   | 無職                 |
| 1958年        | 宮崎県議会議員選挙（日向市選出） | 無所属   | 1,975  | 落選 | 12.1%  | 3/3   | 団体役員             |
| 1959年4月23日 | 宮崎県知事選挙                   | 無所属   | 35,821 | 落選 | 6.70%  | 3/4   | 日本拓殖協会会長     |
| 1963年4月17日 | 東京都知事選挙                   | 新東方会 | 3,913  | 落選 | 0.02%  | 12/13 | 日本拓殖協会会長     |
| 1965年        | 日向市長選挙                     | 無所属   | 356    | 落選 | 1.92%  | 3/3   | 日本拓殖協会会長     |
| 1971年4月11日 | 宮崎県知事選挙                   | 無所属   | 20,530 | 落選 | 3.69%  | 3/3   | 日向観光開発協会会長 |
| 1975年4月13日 | 東京都知事選挙                   | 新東方会 | 754    | 落選 | 0.13%  | 12/16 | 台湾守護会会長       |
| 1977年        | 日向市長選挙                     | 無所属   | 259    | 落選 | 0.56%  | 3/3   | 日向観光開発協会会長 |
| 1979年4月8日  | 宮崎県知事選挙                   | 無所属   | 3,829  | 落選 | 0.58%  | 6/6   | 台湾守護会会長       |
| 1979年8月5日  | 宮崎県知事選挙                   | 無所属   | 9,061  | 落選 | 2.51%  | 5/6   | 無職                 |
| 1981年        | 日向市長選挙                     | 無所属   | 167    | 落選 | 0.55%  | 3/3   | 台湾守護会会長       |

## 註訳
1. ↑  『参議院議員通常選挙結果調 1974 昭和49年7月7日執行』大阪府選挙管理委員会、1974年、63頁。
2. ↑  中野正剛の東方会との関係は不明
3. ↑  『台湾を守る会』とも